# La notte del drago
La notte del drago (Night of the Dragon) è un romanzo fantasy di Richard A. Knaak edito nel novembre 2008, ambientato nell'universo di Warcraft creato da Blizzard Entertainment.

## Trama
Il drago di netherwing Zzeraku è imprigionato a Grim Batol dal drago nero Sintharia (in guisa elfa del sangue, Sinestra), la consorte di Deathwing e dai suoi servi skardyn (una razza di nani mutati dalle energie malefiche del luogo). Sinestra sta usando le energie di Zzeraku (oltre a quelle di altri artefatti, fra cui dei frammenti dell'Anima dei Demoni) per potenziare la sua nuova creazione, Dargonax, un drago del crepuscolo. Sintharia è aiutata da Zendarin Windrunner, un elfo del sangue assetato di potere.
Sul luogo convergono la draenei Iridi, alla ricerca di un bastone magico rubato da Zendarin, il drago rosso Korialstrasz e il blu Kalecgos, l'alta elfa Vereesa Windrunner, in cerca di vendetta verso Zendarin, suo cugino, che aveva tentato di rapire i suoi due figli, e un gruppo di nani guidato da Rom.
Vereesa e i nani vengono catturati ed imprigionati a Grim Batol, mentre Iridi e i due draghi si uniscono a loro volta. Sopraggiunto anche Rhonin, il marito umano di Vereesa, i protagonisti riescono nell'impresa di distruggere l'Anima dei Demoni - causando la morte di Zendarin: dopodché, grazie al sacrificio di Iridi e di Zzeraku, Dargonax e Sintharia vengono distrutti.

## Personaggi

### Protagonisti
- Dargonax
- Iridi
- Kalecgos/Kalec
- Korialstrasz/Krasus
- Rhonin
- Rom
- Sintharia/Sinestra
- Vereesa Windrunner
- Zendarin Windrunner
- Zzeraku

### Personaggi secondari
- Grenda
- Rask
- Garthin Stoneguider